# Terracina Calcio 1925
Terracina Calcio 1925 là một câu lạc bộ bóng đá Ý có trụ sở tại Terracina, Lazio. Tính đến  năm 2013 đội thi đấu ở Serie D của Ý.

## Lịch sử

### Thành lập
Câu lạc bộ được thành lập vào năm 1925.
Trong mùa giải 2012-13 đội đã được thăng hạng từ Eccellenza Lazio/B lên Serie D sau chín năm vắng bóng.

## Màu sắc và huy hiệu
Màu sắc của đội là xanh nhạt và trắng.